# Solenocyclus exaratus
Solenocyclus exaratus is een keversoort uit de familie Passalidae. De wetenschappelijke naam van de soort is voor het eerst geldig gepubliceerd in 1832 door Klug.